# Strada statale 12 (Polonia)
La strada statale 12 (sigla DK 12, in polacco droga krajowa 12) è una strada statale polacca che attraversa il Paese da Łęknica a Berdyszcze. Fa parte della strada europea E373.